# Wólka Twarogowa
Wólka Twarogowa dawniej też Tworogowa Wólka – wieś w Polsce położona w województwie mazowieckim, w powiecie radomskim, w gminie Skaryszew. Ma status sołectwa. Przez miejscowość przepływa Kobylanka, dopływ Modrzewianki.
| SIMC    | Nazwa  | Rodzaj    |
| ------- | ------ | --------- |
| 0637418 | Pianka | część wsi |
| 0637424 | Syta   | część wsi |

W latach 1975–1998 miejscowość administracyjnie należała do województwa radomskiego.
Wierni Kościoła rzymskokatolickiego należą do parafii św. Jakuba Apostoła w Skaryszewie.